# Les Joyeux Troubadours (film)
Pour l'emission de Radio-Canada, voir Les Joyeux Troubadours.
Pour plus de détails, voir Fiche technique et Distribution.
Les Joyeux Troubadours (Schwarzwälder Kirsch) est un film allemand réalisé par Géza von Bolváry sorti en 1958.

## Synopsis
Angela Westmann vient de passer ses examens de chanteuse et est ravie de pouvoir auditionner pour un directeur musical convaincu du plaidoyer de son professeur. Avec son amie, la riche mais peu musicale Jette Palm, elle va auditionner et doit entendre à travers la porte ouverte le compositeur d'opérette de renommée mondiale Peter Benrath et son parolier Freddy Weller se moquer d'elle. Sur la photo envoyée, elle a une silhouette terrifiante et des yeux exorbités, le metteur en scène ne veut tout simplement pas l'engager. Angela est renvoyée par la secrétaire sans avoir chanté une seule note. Seulement la femme sur la photo n'était pas Angela.
Après un arrêt brutal de l'espoir d’Angela, elle veut s'éloigner de Peter, mais Freddy est déjà partie pour Glückstal, où un mémorial doit être inauguré en l’honneur de Peter. Angela et Jette suivent les deux qui parcourent la distance dans le train. Dans une gare, les hommes achètent une bouteille de kirsch de la Forêt-Noire et se saoulent.
Les pauvres chanteurs Egon et Otto parcourent les villages à pied pour gagner un peu d'argent avec leur musique. Ils volent la voiture d'un couple amoureux pour se rendre plus vite à la gare suivante et là ils entonnent une chanson de Peter Benrath. Il descend du train ivre avec Freddy quand il entend la mauvaise interprétation et montre comment on la fait correctement. La police apparaît et arrête Peter et Freddy comme les voleurs de voitures présumés, tandis qu'Egon et Otto se réfugient dans le train. À la gare de Glückstal, Egon et Otto sont maintenant confondus avec Peter et Freddy et jouent avec eux parce qu'ils espèrent un repas chaud. Pendant ce temps, Peter et Freddy sont enfermés dans une étable et leurs pantalons sont enlevés pour qu'ils ne puissent pas s'échapper. Néanmoins, ils s'évadent le lendemain matin et empruntent le pantalon déchiré de deux épouvantails. Sur la route, ils rencontrent rapidement Angela et Jette, qui veulent aller à Glückstal dans leur voiture et emmènent les deux clochards avec eux. Elles ne cachent pas le fait qu'ils trouvent la musique de Peter et Freddy horrible.
Après le court trajet en voiture, les deux hommes se dirigent vers le riche oncle de Peter, Arthur Altenberg, qui vit dans un manoir non loin de Glückstal, et reçoivent de lui de vrais vêtements. Angela et Jette rencontrent l'oncle et sont invitées chez lui. Tout d'abord, cependant, les deux se rendent à Glückstal. Egon et Otto passent un bon moment. Egon flirte d'abord avec la gouvernante Lorle, mais décide rapidement en faveur d'Angela. À son tour, elle pense qu'il est Peter et veut se venger de lui. Quand elle et Jette rendent visite à Arthur Altenberg, Peter et Freddy se font passer pour un gestionnaire de domaine et un lad, sachant que les femmes ne sont pas bien disposées à leur art. Bien qu'Arthur se propose à Angela, elle tombe amoureuse de Peter. Jette, en revanche, aime le maladroit Freddy et ils se retrouvent donc finalement au festival pour le dévoilement du monument pour Peter.
Egon a demandé à Angela de chanter pour la fête une de ses chansons. Il espère que l'émission lui donnera, ainsi qu'à Otto, la popularité. Angela, à son tour, se venge et laisse la casserole Jette chanter le titre, ce qui provoque l'hilarité. Maintenant, Peter et Freddy révèlent le canular, mais font passer Egon et Otto comme de bons amis qui leur serviront de base pour une nouvelle comédie musicale. Alors que Freddy avoue son amour à Jette, Angela peut désormais vraiment chanter une chanson du vrai Peter devant tous les micros et a enfin le rôle principal dans la comédie musicale Schwarzwälder Kirsch.

## Fiche technique
- Titre français : Les Joyeux Troubadours[1]
- Titre original : Schwarzwälder Kirsch
- Réalisation : Géza von Bolváry assisté de Dieter Renner
- Scénario : Gustav Kampendonk
- Musique : Lotar Olias (de)
- Direction artistique : Hans Kuhnert
- Photographie : Georg Bruckbauer (de)
- Son : Hans Löhmer
- Montage : Ingrid Wacker
- Production : Kurt Ulrich
- Sociétés de production : Kurt Ulrich-Film GmbH
- Sociétés de distribution : Bavaria-Filmverleih
- Pays d'origine :  Allemagne de l'Ouest
- Langue : allemand
- Format : Couleur - 1,37:1 - Mono - 35 mm
- Genre : Musical
- Durée : 90 minutes
- Dates de sortie :
  -  Allemagne de l'Ouest : 1er août 1958.
  -  France : 13 novembre 1959[1].

## Distribution
- Marianne Hold : Angela Westmann
- Dietmar Schönherr : Peter Benrath
- Boy Gobert : Freddy Weller
- Edith Hancke : Jette Palm
- Wolfgang Neuss : Egon
- Wolfgang Müller (de) : Otto
- Willy Reichert (de) : M. Räuschle
- Helen Vita : Lorle
- Franz-Otto Krüger : Le commissaire de police
- Willy Rösner (de) : L'aubergiste
- Willy Fritsch : Arthur Altenberg
- Kurt Zehe : L'employé gigantesque
- Rolf Pinegger : Hansl
- Gerhard Frickhöffer : Alfred Krone